# Isaac de Razilly
Isaac de Razilly, francoski admiral, * 1587, † 1635.